# Court Suzanne-Lenglen
Court Suzanne-Lenglen je druhý největší tenisový dvorec Stade Roland-Garros v Paříži ve Francii. Od roku 1994, kdy byl postaven, je dějištěm druhého grandslamu sezóny French Open. Rekonstrukce provedená v roce 2020 mu poskytla osvětlení a zatahovací střechu. Hraje se na něm druhý grandslam sezóny French Open. Představuje otevřený dvorec s antukovým povrchem.

## Charakteristika
Slavnostně otevřen v květnu roku 1994, byl zpočátku nazýván „Court A“. V roce 1997 byl dvorec přejmenován na „Court Suzanne-Lenglen“, na poctu Suzanne Lenglenové (1899-1938), jedné z prvních tenistek, které získaly mezinárodní slávu. Před hlavním vstupem stojí její socha.
Hřiště bylo postaveno v místě fotbalového hřiště. Jeho stavba si vyžádala zničení tří vedlejších kurtů.
Kapacita kurtu Suzanne-Lenglen v roce 2023 činí 10 056 míst.
Během ročníku Roland-Garros v roce 2020 byly oficiálně představeny první ztvárnění budoucí střechy pro rok 2023. Střecha bude sloužit pro boxerské akce olympijských her v roce 2024 a poté pro turnaj Roland-Garros.

## Galerie

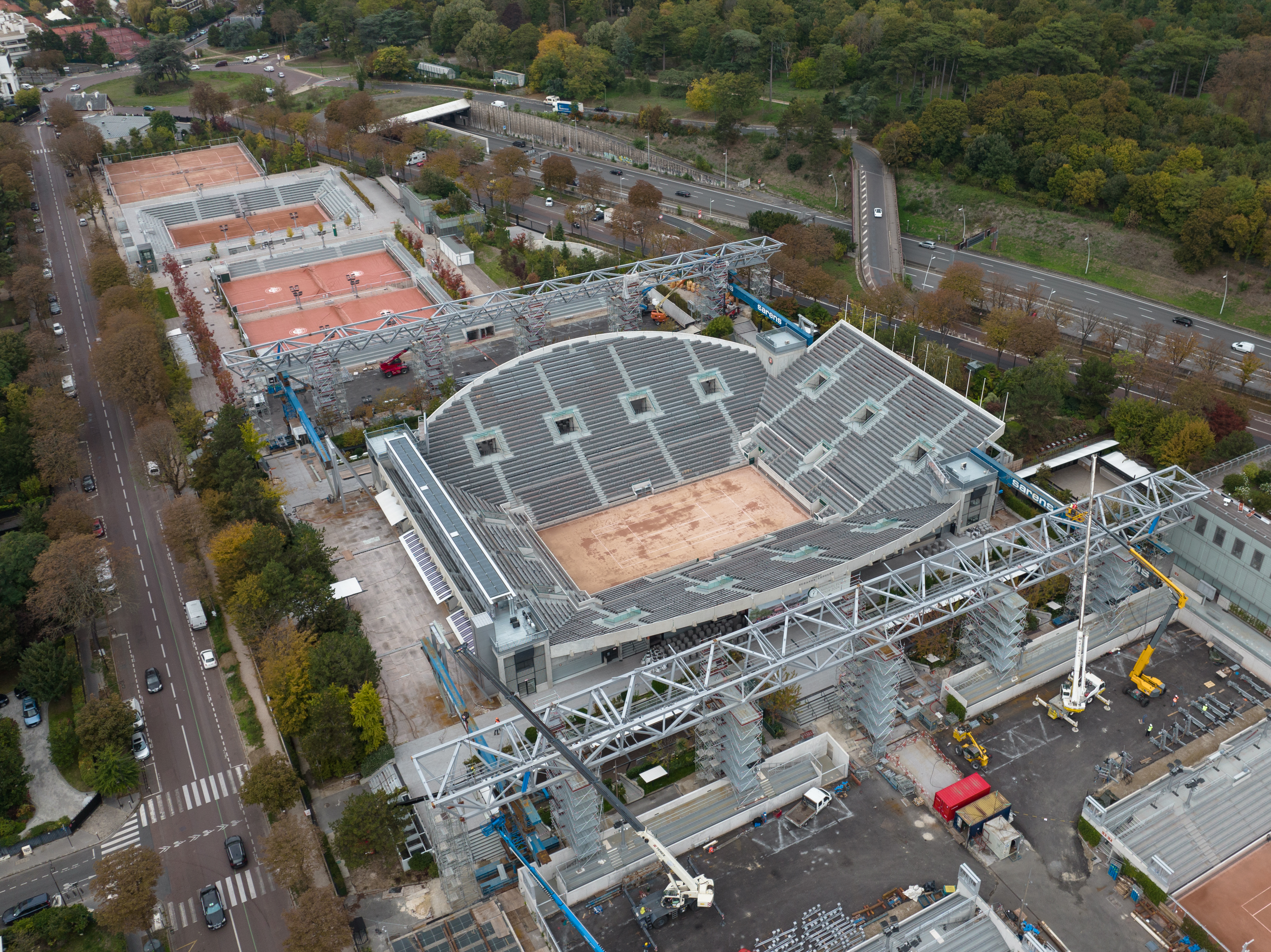
Letecký pohled na kurt
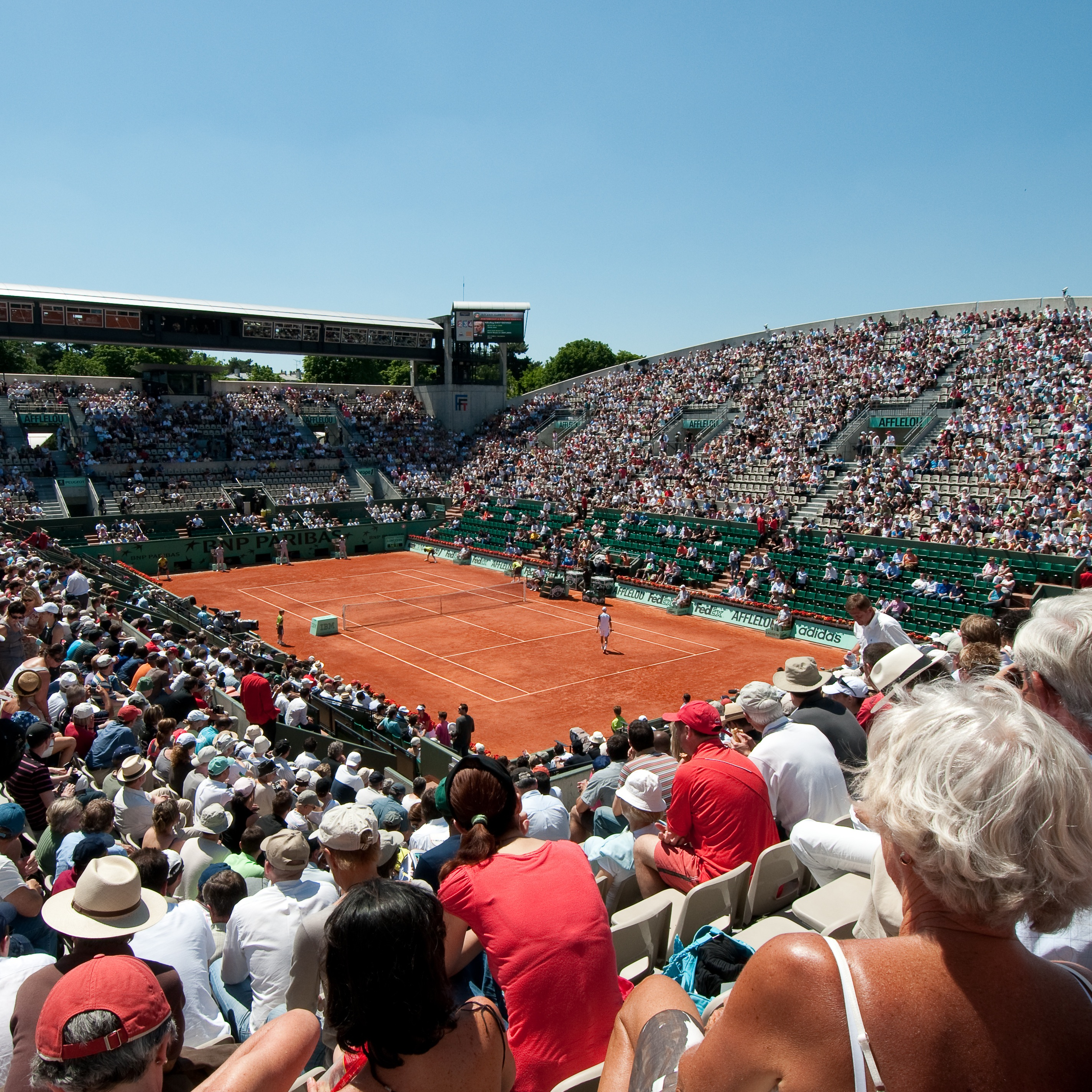
Interiér kurtu
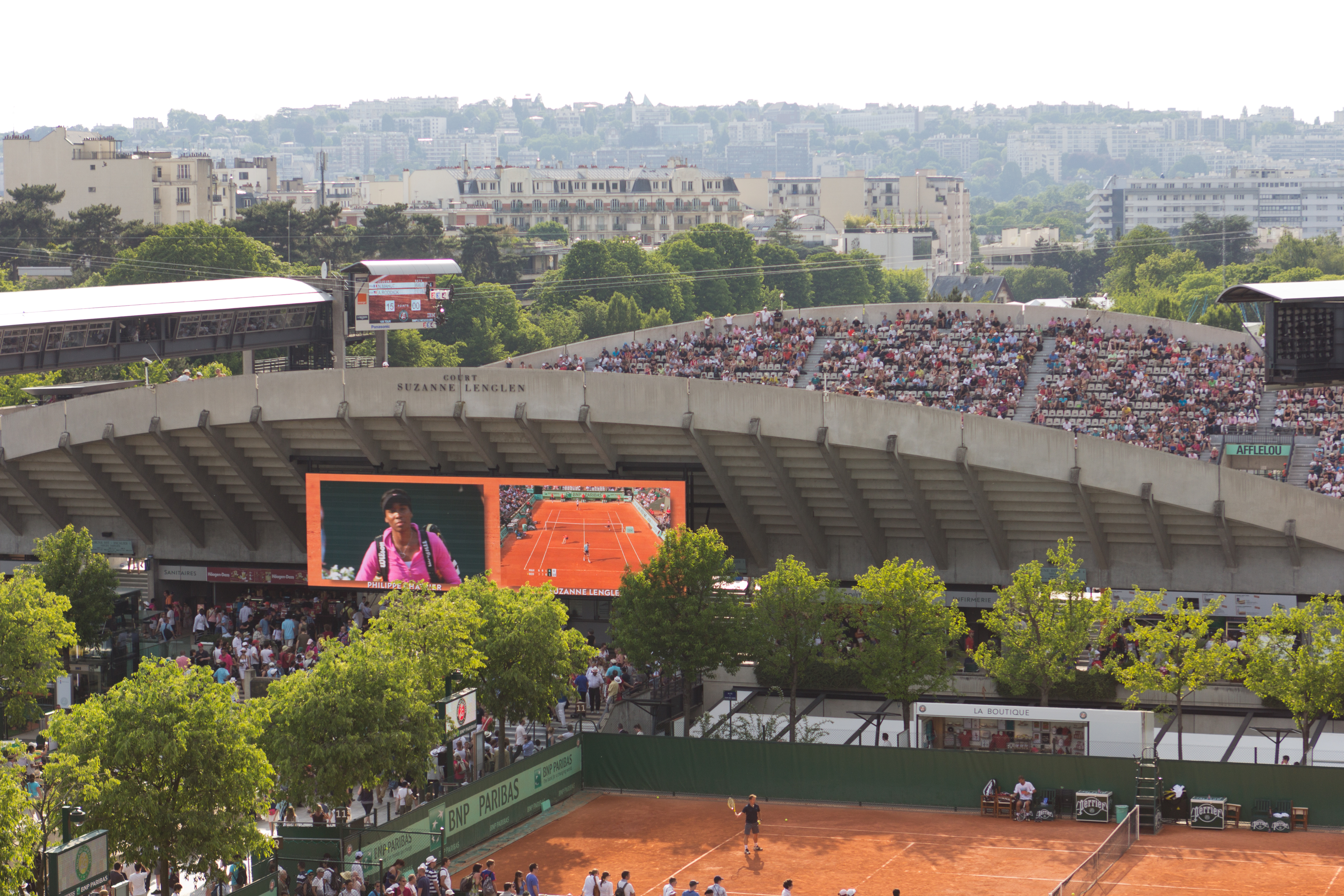
Exteriér kurtu